# Petrosimonia monandra
Petrosimonia monandra är en amarantväxtart som först beskrevs av Pall., och fick sitt nu gällande namn av Aleksandr Andrejevitj Bunge. Petrosimonia monandra ingår i släktet Petrosimonia och familjen amarantväxter. Inga underarter finns listade i Catalogue of Life.